# 1+1 International
«1+1 International» — український міжнародний канал, міжнародна версія каналу «1+1», орієнтований на представників українських діаспор і громадян України, які перебувають поза територією країни. Позиціонується як канал для сімейного перегляду. Телеканал входить до медіаконгломерату «1+1 Media», власниками якого є Ігор Коломойський (знаходиться під санкціями РНБО) та Ігор Суркіс.

## Про канал
Телеканал розпочав мовлення 1 березня 2006 року. Телеканал поширений в закодованому вигляді на території Європи та Близького Сходу. Мовлення здійснюється через супутник Astra 4A. Як платний канал «1+1 International» поширюється в Канаді, Ізраїлі (через компанію YES (DBS Satellite Services ltd)), Молдові (через кабельних операторів завдяки компанії Radiostar) і через Інтернет.
2014 року «1+1 International» отримав ліцензію на мовлення в Канаді.
«1+1 International» уклав угоду з одним з провідних польських постачальників кабельного та супутникового телебачення — компанією «Orange Polska». З 2014 року канал присутній у мережі, яка покриває всю територію країни, втім згодом, пише прес-служба «Orange Polska», припинив мовлення.
Із середини квітня 2015 року умови прийому сигналу «1+1 International» в Європі, Північній Африці та на Близькому сході змінились. Канал припинив мовлення на міжнародному супутнику HotBird 13. «1+1 International» залишається на супутнику Astra 4A. Також глядачі як і раніше мають змогу дивитись канал у партнерських кабельних, супутникових та IPTV мережах.
2016 року на каналі був англомовний новинний блок від «Ukraine Today».
Того ж року «1+1 International» вийшов на новій медійній європейській платформі OnPrime TV, що доступний у 29 країнах Європи та Великій Британії. Канал також доступний у Virgin Media TiVo у Великій Британії та Vodafon Kabel Deutschland у Німеччині.
Того ж року телеканал уклав контракт з канадським оператором платного телебачення — «Bell Canada». Канал доступний в українському пакеті «Bell Fibe TV», абонентська база якого складає 1,2 млн домогосподарств.
З 17 січня 2017 року телеканал мовить у форматі 16:9.
Сукупне охоплення пакетів мовлення каналу «1+1 International» 2017 року перевищило аудиторію у 20 млн., стверджує прес-служба 1+1 Media. Даних щодо рейтингу цього каналу немає. Втім, за даними Міністра культури, молоді та спорту України Бородянського для «Детектора медіа», канал дивляться 27 хвилин на день, тоді, як «UATV», за цими даними, лише 6,5 хвилин на день.
У зв'язку з російським вторгненням в Україну з 24 лютого по 10 червня 2022 року телеканал цілодобово транслював інформаційний марафон «Єдині новини». В етері була відсутня реклама.
13 квітня 2022 року телеканал почав мовлення у стандарті високої чіткості (HD).
З 11 червня 2022 року телеканал частково відновив самостійне мовлення, змінивши програмну сітку. Російськомовні програми транслюються в українському озвученні.
15 грудня 2022 року Національна рада України з питань телебачення і радіомовлення переоформила ліцензію «1+1 International», змінивши назву на «1+1 Україна». Однак, «1+1 International» продовжив самостійне мовлення.
22 грудня НацРада видала нову супутникову ліцензію «1+1 International».

## Наповнення етеру

### Програми
- Вечірній Квартал
- Говоримо українською
- Говорить вся країна
- Дивомандри
- Життя відомих людей
- Жіночий квартал
- Корисні підказки
- Мандруй Україною з Дмитром Комаровим
- Мосейчук+
- Одруження наосліп
- Реальна історія з Акімом Галімовим
- Світ навиворіт з Дмитром Комаровим
- Світ чекає на відкриття
- Сніданок з 1+1
- ТСН
- Україна неймовірних людей
- Україна сьогодні

### Архівні
- #ГУДНАЙТКЛАБ (раніше — #ГУДНАЙТШОУ)
- 100 % Україна
- Анатомія слави
- Берегині на війні
- Богиня шопінгу
- Велика різниця по-українськи
- Відбудуємо
- Гроші
- Давай одружимось (Росія)
- ДжеДаі
- Життя без обману (раніше — Територія обману)
- Інспектор Фреймут
- Красуня за 12 годин
- Ліга сміху
- Лото-Забава
- Міняю жінку
- Мольфар
- Найкращий ресторан з Русланом Сенічкіним
- Новини англійською від Ukraine Today
- Облом.UA
- Панянка-Селянка
- Помста природи
- Право на владу
- Ремонт+
- Розсміши коміка
- СБУ. Спецоперації перемоги
- Секретні матеріали
- Світське життя з Катериною Осадчою
- Сніданок. Вихідний
- Спецкор
- СуперЖінка
- Таємниці великих українців
- Твій День
- ТСН. Тиждень
- Українські сенсації
- Щоденник медіума
- Я люблю Україну
- Tkachenko.ua
- Viva!

### Серіали
- #ЯЖЕБАТЬ
- 100 тисяч хвилин разом
- Великі Вуйки
- Вечірка
- Відморожений
- Віталька
- Вітер кохання
- Встигнути до 30
- Джек & Лондон
- Дім Бобринських
- Євродиректор
- За три дні до кохання
- Закохай мене, якщо зможеш
- Зірконавти
- Знай наших
- Звонар
- Кандидат
- Коло омани
- Королі палат
- Країна У
- Країна У 2.0
- Кухня
- Матусі
- Мама (Туреччина)
- Маршрути долі
- Ментівські війни. Харків
- Мишоловка для кота
- Між нами дівчатами
- Нове життя Василини Павлівни
- Опер за викликом
- Одного разу під Полтавою
- Одного разу в Одесі
- Останній москаль
- Папік
- Плут
- Прибулець
- Пригоди Бампера і Суса
- Прислуга (Україна)
- Рідня
- Різниця у віці
- Ромео і Джульєтта з Черкас
- Свати
- Село на мільйон
- СидОренки-СидорЕнки
- Сімейні мелодрами (перший сезон серіалу називався «Сімейні драми», але після появи російської версії проекту наступні сезони мали назву «Сімейні мелодрами»)
- Слов'яни
- Слуга народу
- Стоматолог
- Субота
- Танька і Володька
- Центральна лікарня (Україна)
- Школа
- Шпиталь
- Хазяйка

### Мінісеріали
- Артистка
- Біженка
- Випадкових зустрічей не буває
- Все одно ти будеш мій
- Гроза над Тихоріччям
- Дівчина з персиками
- Катерина
- Колишня
- Не можу забути тебе
- Одна родина. Весілля
- Папараці
- Танець метелика
- Шанс на кохання

## Керівництво
- Іванна Найда (генеральна продюсерка нішевих каналів 1+1 Media)

## Параметри супутникового мовлення
| Супутник          | Стандарт | Частота | Символьна швидкість | Поляризація       | FEC | Формат зображення | Кодування  |
| ----------------- | -------- | ------- | ------------------- | ----------------- | --- | ----------------- | ---------- |
| Astra 4A (4.8°E)  | DVB-S2   | 11766   | 30000               | горизонтальна (H) | 2/3 | MPEG-4            | BISS       |
| Astra 3C (23.5°E) | DVB-S2   | 12285   | 30000               | вертикальна (V)   | 2/3 | MPEG-4            | BISS       |
| Amos 3/7 (4°W)    | DVB-S    | 10722   | 27500               | вертикальна (V)   | 5/6 | MPEG-2            | VideoGuard |